# Ferruccio
Ferruccio  è un nome proprio di persona italiano maschile.

## Varianti
- Maschili: Ferruzio[3]
- Femminili: Ferruccia

### Varianti in altre lingue
- Catalano: Ferruci[4]
- Latino: Ferrutius[2][3]
- Spagnolo: Ferrucio[4]

## Origine e diffusione
Etimologicamente, risale al tardo latino Ferrutius, basato sul termine ferrus ("ferro") o sull'arcaico nome Ferro (che ha la stessa origine), da cui deriva anche il nome Ferreolo. Altre fonti propongono invece una connessione al termine ferus ("fiera", "bestia selvatica"), con i possibili significati di "brutale", "selvaggio" o "schivo".
Diffusosi inizialmente grazie al culto dei santi così chiamati, deve la sua successiva popolarità alla fama di Francesco Ferrucci, eroe fiorentino ucciso in battaglia da Maramaldo, del cui cognome può costituire una ripresa.

## Onomastico
L'onomastico si può festeggiare il 16 giugno in memoria di san Ferruccio, martire con san Ferreolo a Besançon, oppure il 28 ottobre in ricordo di san Ferruccio, militare e martire a Magonza.

## Persone

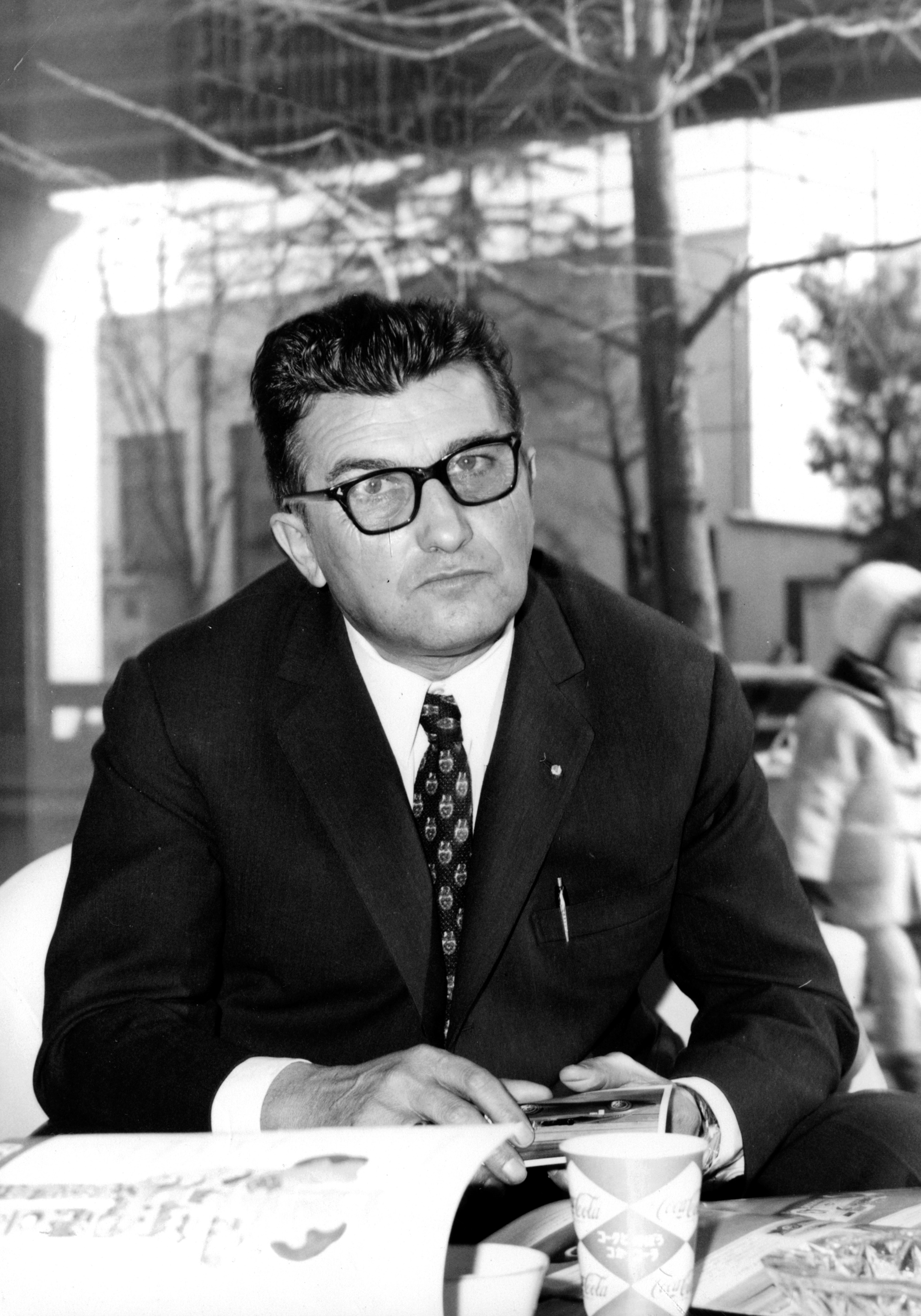
Ferruccio Lamborghini

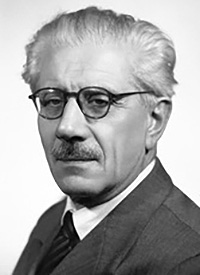
Ferruccio Parri

- Ferruccio Alessandri, fumettista e grafico italiano
- Ferruccio Amendola, attore, doppiatore e direttore del doppiaggio italiano
- Ferruccio Baruffi, pittore italiano
- Ferruccio Bortoluzzi, artista italiano
- Ferruccio Busoni,  compositore e pianista italiano naturalizzato tedesco
- Ferruccio Castellano, attivista italiano
- Ferruccio Castiglioni, scacchista italiano
- Ferruccio de Bortoli, giornalista italiano
- Ferruccio De Ceresa, attore italiano
- Ferruccio Ferragamo, imprenditore e dirigente d'azienda italiano
- Ferruccio Furlanetto, basso italiano
- Ferruccio Ghinaglia, politico e antifascista italiano
- Ferruccio Lamborghini, imprenditore italiano
- Ferruccio Macola, giornalista e politico italiano
- Ferruccio Magnani, antifascista e partigiano italiano
- Ferruccio Mazzola, calciatore e allenatore di calcio italiano
- Ferruccio Novo, imprenditore e dirigente sportivo italiano
- Ferruccio Parri, politico e antifascista italiano
- Ferruccio Serafini, aviatore italiano
- Ferruccio Stefenelli, irredentista, militare e diplomatico italiano
- Ferruccio Tagliavini, tenore e attore italiano
- Ferruccio Tozzi, rugbista a 15 e allenatore di rugby italiano
- Ferruccio Valcareggi, calciatore e allenatore di calcio italiano

## Il nome nelle arti
- Ferruccio è un personaggio della serie Pokémon.
- Ferruccio Papini è un personaggio del film di Roberto Benigni La vita è bella.
- Ferruccio, protagonista del racconto Sangue romagnolo contenuto nel romanzo di Edmondo De Amicis Cuore.
- Ferruccio è il nome con cui la famiglia adottiva ribattezza Dante, fratello dello scrittore Vasco Pratolini, nel romanzo autobiografico Cronaca familiare.